# Artère supra-orbitaire
L'artère supra-orbitaire (ou artère sus-orbitaire ou artère frontale externe) est une artère systémique paire de la tête. Elle vascularise la région frontale.

## Origine
L'artère supra-orbitaire est une branche collatérale de l'artère ophtalmique qui nait au dessus du nerf optique. 

## Trajet
L'artère supra-orbitaire se dirige vers l'avant au-dessous de la voute orbitaire. Elle sort de l'orbite par le foramen supra-orbitaire.
A la sortie du foramen, elle se divise en plusieurs branches pour vasculariser  la peau du front, le cuir chevelu antérieur,  le muscle élévateur de la paupière supérieure, la diploë de l'os frontal, le sinus frontal et la paupière supérieure,